# 永宁府
永宁府，明朝时设置的府。
永乐四年（1406年）升永宁州置，治所在今云南省宁蒗彝族自治县西北永宁。属云南省。辖境相当今云南省宁蒗彝族自治县北部及四川省木里藏族自治县北部等地。永宁府为土府，土官世代统治，明中前期直隶于布政司，明末天启改隶北胜州，清时隶属永北直隶厅（北胜州改）。末任永宁土知府阿民翰于民国19年（1930年）继任，1956年土地改革运动后正式废除永宁土府。

## 外部連結
[在维基数据编辑]
 《欽定古今圖書集成·方輿彙編·職方典·永寧府部》，出自陈梦雷《古今圖書集成》